# HD 84117
HD 84117 är en ensam stjärna belägen i den södra delen av stjärnbilden Vattenormen. Den har en skenbar magnitud av ca 4,94 och är svagt synlig för blotta ögat där ljusföroreningar ej förekommer. Baserat på parallaxmätning inom Hipparcosuppdraget enligt på ca 67,2 mas, beräknas den befinna sig på ett avstånd på ca 49 ljusår (ca 15 parsek) från solen. Den rör sig bort från solen med en heliocentrisk radialhastighet på ca 39 km/s.

## Egenskaper
HD 84117 är en solliknande gul till vit stjärna i huvudserien av spektralklass F8 V. Den har en massa som är ca 1,1 solmassor, en radie som är ca 1,1 solradier och har ca  2,1 gånger solens utstrålning av energi från dess fotosfär vid en effektiv temperatur av ca 6 100 K.